# Calendrier Hōryaku

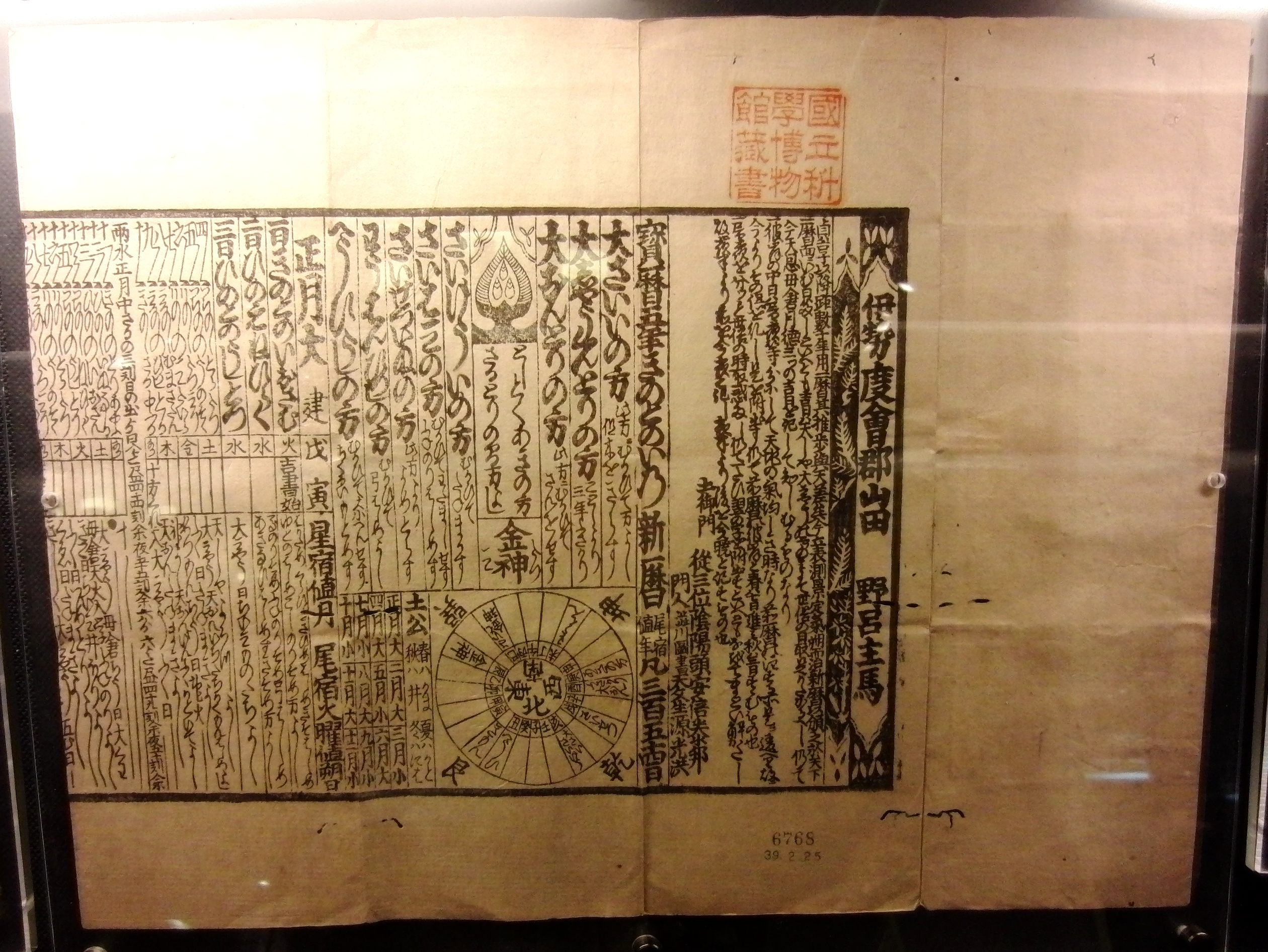
Le calendrier Hōryaku publié en 1755. Exposition au musée national de la nature et des sciences de Tokyo.

Le calendrier Hōryaku (宝暦暦, Hōryaku-reki) est un calendrier luni-solaire (genka reki) japonais, aussi appelé Horiki Kojutsu Gen-reki, publié en 1755.

## Histoire
Le système  Hōreki Kōjutsu Genreki est l’œuvre d'Abe Yasukuni, Shibukawa Kōkyō et Nishiyama Seikyū. Les erreurs dans le calendrier sont corrigées en 1798 et en 1844. Le calendrier occidental est adopté en 1872.